# Szutta-vibhanga
A Szutta-vibhanga (-vibhaṅga, páli nyelven "szabály elemzés") a théraváda buddhizmushoz tartozó Vinaja-pitaka első része.  Ez egy magyarázószöveg a szerzetesi közösség részére felállított szabályokhoz (prátimoksa). Minden szabályt megelőz egy rövid történet, hogy a történelmi Buddha, miért hozta azt meg, majd annak a szabálynak a részletes jellemzése következik. Előfordul, hogy ezt egy újabb történet követi. A Szutta-vibhanga két részre van osztva, egyik a férfi (bhikkhu), a másik a női (bhikkhuni) szerzeteseké.  A férfi szerzetesek része a következőképpen van felosztva:
- 4 szabály, amelyek megszegése a közösségből való kizárással jár; hagyományosan ezt úgy értelmezik, hogy az elkövető ebben az életben nem lehet többé szerzetes, de általában papnövendék még igen.
  - helytelen szexuális viselkedés; a bevezető tartalmaz néhány nem kapcsolódó témát - közöttük egy történet, ahogy Szariputta megkérdezi a Buddhától, hogy mely korábbi buddhák tanításai tartottak sokáig és miért; a Buddha válasza az, hogy azok a buddhák, akik szabályokat és tanokat tanítottak, azok sokáig tartottak. A szabály szerint a szerzetesnek el kell hagynia a kolostort és vissza kell térnie a világi élethez, amely időszak alatt ez a fajta szabályszegés nem számít nála és később növendék lehet belőle ismét (az ehhez kapcsolódó szokások igen eltérőek; délkelet-Ázsiában gyakorta beállhatnak ismét növendéknek, de Srí Lankán nem; a rend elhagyásának engedélye nem vonatkozik a nőkre.)
  - lopás, a hatalom által leírtak szerint; a Szutta-vibhanga szerint az adócsalás is idetartozik; szerzetesek történeteit is tartalmazza, amelyeket az együttérzés vezérel
  - emberélet kioltása, vagy más biztatása ölésre; a Szutta-vibhanga szerint az abortusz is idetartozik
  - spirituális szintelérés hamis kinyilatkoztatása
- 13 szabály, amelyek megszegése után össze kell hívni a közösséget; az elkövetőnek először annyi napig kell próbaidőt eltöltenie, ahány az elkövetés és színvallás között telt el, amelyet öt nap "manatta fegyelem" követ (Miss Horner fordítás nélkül hagyta ezt a fogalmat); ezután visszatérhet a megszokott életéhez - legalább 20 szerzetes mellett határozatképes egy közösség.
- 2 szabály, amely különböző cselekedetekért felelős
- 30 szabály, amelyek megszegése vezekléssel és elkobzással jár; a Szutta-vibhanga szerint az illetéktelenül szerzett tárgyat vissza kell szolgáltatnia az elkövető szerzetesnek (a hagyomány szerint ez minden szabályra vonatkozik)
- 92 szabály, amelyek megszegése vezekléssel jár; apróbb bűnökre vonatkozik, mint a délután elfogyasztott szilárd étel, kivéve, ha a szerzetes nem vette észre, hogy már elmúlt dél. Ugyanígy az alkoholos italoknál.
- 4 szabály, amelyek megszegése bűnbánást von maga után
- 75 szabály gyakorláshoz
- 7 szabály a viták rendezéséhez

A női szerzeteseknek szóló rész is hasonlóan van felosztva, kivéve a harmadik részt. Mivel a nőknek szóló szabályok nagy része a férfiakra is vonatkozik, és mivel ezeket nem ismétli meg a Szutta-vibhanga, ezért a szabályok száma kevesebb, mint az elemzés elején és végén megadott szám.

## Angol nyelvű fordítások
The Book of the Discipline, tr I. B. Horner, volumes I-III, 1938–40, Páli Szöveg Társaság (Pali Text Society), Lancaster

## Külső hivatkozások
- "Szutta-vibhanga (válogatott szövegek)", www.accesstoinsight.org. (angolul)